# اوفرویل
اوفرویل (به فرانسوی: Aufferville) یک کمون در فرانسه است که در سن-ا-مارن واقع شده‌است. اوفرویل ۱۷٫۷۴ کیلومتر مربع مساحت دارد.